# San José (San Isidro)
San José è un distretto della Costa Rica facente parte del cantone di San Isidro, nella provincia di Heredia.
San José comprende 5 rioni (barrios):
- El Rialengo
- Huacalillos
- La Riata
- Santa Cruz y Santa Elena
- Yerbabuena